# 원자로 보조건물
원자로 보조건물(reactor auxiliary building)은 원자로 냉각재계통의 운전을 지원하는 모든 보조계통 설비들이 배치된 원자로 격납 건물 외부의 콘크리트 건물이다. 여기에 배치된 주요 설비에는 핵연료저장조, 발전소주제어실, 각종 안전계통 및 화학체적제어계통을 포함한 비안전계통 등이다.
핵연료저장조는 발전소의 원자로 종류에 따라 별도의 독립된 핵연료 건물 내에 설치되기도 하고(OPR 1000 경우), 보조건물 내에 통합되어 설치되기도 한다(APR 1400). 핵연료 건물은 연료이송관 및 이송장치를 통해 원자로 격납 건물 내부와 연결되어 있다. 핵연료 교체 시 사용하고 난 핵연료를 원자로에서 핵연료 건물 내의 저장수조로 이동하거나, 신연료저장조에 보관 중이던 신연료를 원자로로 이동하여 장전할 수 있다.
원자로 보조건물 내에 배치된 각종 안전계통 설비는 만일의 사고발생 시 핵연료 및 원자로 냉각재계통과 원자로 격납 건물의 안전성을 유지하는 데 필수적인 계통들이다. 안전주입계통, 잔열제거계통, 격납건물살수계통, 비상디젤발전기 및 기기냉각수계통 등이다. 원자력발전소의 안전계통들은 동일한 기능을 수행하는 4개의 독립된 계통으로 설계되어 있다. 이들은 원자로보조건물 내부에서 상호간섭이 발생치 않도록 독립적으로 배치되어 있다. 또한 방사성물질을 취급하는 지역은 별도로 구분되어 있으며, 화재 및 침수 사고발생 시 피해 확산을 막기 위해 구역별 격리도 가능하다. 
발전소 주제어실과 이에 필요한 각종 계측제어계통 및 발전소전산기 등도 원자로 보조건물 내에 배치되어 있다. 또한 별도의 간이제어실인 원격정지제어반이 있어, 주제어실의 화재 등으로 접근이 불가능할 경우 원자로를 안전하게 정지시키고 제어할 수 있다. 주제어실 및 계측장비들에 공급되는 전력설비와 축전지 등도 보조건물 내에 설치되어 있다.
원자로격납건물 내부의 증기발생기에서 생성된 증기는 보조건물을 통하여 터빈건물로 공급되며, 복수기에서 응축된 급수도 보조건물을 통하여 증기발생기에 공급된다. 주증기 배관에는 주증기 안전밸브 및 차단밸브 등이 격납건물 바로 외곽에 설치되어 있고, 급수계통 배관에는 급수조절밸브 및 차단밸브 등이 보조건물 내에 설치되어 있다. 
APR 1400 이전 시기의 원자력 발전소의 원자로 보조건물은 원자로 격납건물과 터빈건물 사이에 자리잡고 격납건물의 절반만 감싼 형태로 설계되어 있었다. 또한 핵연료건물은 별도 건물로 분리되어 있었고, 비상디젤발전기는 보조건물 양쪽 바깥에 붙어 있는 형태로 배치되어 있었다. 반면 APR 1400 원자력발전소의 원자로 보조건물은 원자로 격납 건물을 완전히 감싼 사각형의 형태로 설계되고, 핵연료건물 및 비상 디젤발전기도 보조건물 내에 설치되도록 설계되어 있다.    